# Maison de la Renommée
La « Maison de la Renommée » (néerlandais: De Faem) est une des sept maisons de « style baroque classicisant » qui constituent ensemble la « Maison des Ducs de Brabant » située sur le côté est de la Grand-Place de Bruxelles en Belgique.
Située à droite de la « Maison de l'Ermitage », elle occupe le no 13 de la Grand-Place.

## Historique
La façade monumentale de la « Maison des Ducs de Brabant », dans laquelle la maison est intégrée, est dessinée vers 1697-1698 par Guillaume de Bruyn, architecte de la ville de Bruxelles, après la destruction des maisons de la Grand-Place lors du bombardement de Bruxelles par les troupes françaises de Louis XIV commandées par le maréchal de Villeroy en août 1695.
En 1770, le couronnement de la façade de la « Maison des Ducs de Brabant » est profondément modifié par Laurent-Benoît Dewez,, le grand nom de l'architecture néo-classique en Belgique.
L'ensemble est restauré par l'architecte de la ville de Bruxelles Victor Jamaer entre 1881 et 1890 et à nouveau en 1990.
Pour l'historique complet, le lecteur pourra se référer à l'article détaillé consacré à la Maison des Ducs de Brabant :

## Classement
Les façades et les toitures de toutes les maisons qui bordent la Grand-Place font l'objet d'un classement au titre des monuments historiques en tant qu'ensemble depuis le 19 avril 1977 sous la référence globale 2043-0065/0.
Le classement a été étendu à d'autres parties de l'édifice le 7 novembre 2002, sous la référence 2043-0065/013.

## Architecture
La « Maison de la Renommée » est la plus petite des sept maisons composant la « Maison des Ducs de Brabant ».
Elle est complètement différente des six autres maisons et rend ainsi la « Maison des Ducs de Brabant » asymétrique :
- elle se réduit à une seule travée alors que les six autres maisons en comptent trois;
- elle n'est surmontée ni d'une lucarne ni d'un fronton;
- sa porte est surmontée d'un fronton triangulaire et non d'un fronton courbe.

Cette porte est surmontée d'une figure ailée et dorée de la Renommée sonnant de la trompe et tenant une couronne de laurier à la main, sculptée par Samain en 1599. 
Sur le linteau est gravée une devise latine faisant allusion à la Renommée : CRESCIT EUNDO, "elle s'amplifie au fur et à mesure qu'elle va".